# Niżniaja Maktama
Niżniaja Maktama – osiedle typu miejskiego w Rosji, w Tatarstanie. W 2010 roku liczyło 9924 mieszkańców.
Osiedle połączone jest z pobliskim Almietjewskiem linią trolejbusową.